# 사카모토촌 (이바라키현)
사카모토촌(坂本村)은 이바라키현 구지군에 설치되었던 촌이다. 현재의 히타치시 남부에 해당한다.